# Zbigniew Pietrzykowski
Zbigniew Jan Pietrzykowski (Bestwinka, 4 ottobre 1934 – Bielsko-Biała, 19 maggio 2014) è stato un pugile e politico polacco.

## Carriera pugilistica
Pietrzykowski ha partecipato a tre edizioni dei Giochi olimpici in rappresentanza della Polonia, vincendo una medaglia ad ogni partecipazione. 
A Melbourne 1956 ha conquistato il bronzo nella categoria superwelter (67–71 kg), perdendo in semifinale contro il fuoriclasse ungherese László Papp. A Roma 1960 ha vinto l'argento nella categoria mediomassimi (75–81 kg), perdendo la finale contro Cassius Clay, dopo aver battuto in semifinale l'italiano Giulio Saraudi. A Tokyo 1964 ha conquistato il bronzo nella categoria mediomassimi (75–81 kg), perdendo in semifinale contro il sovietico Aleksej Kiselëv, futura medaglia d'argento.
Ha partecipato cinque volte ai Campionati europei di pugilato dilettanti vincendo altrettante medaglie. Bronzo a Varsavia 1953 e oro a Berlino Ovest 1955 nella categoria superwelter; oro a Praga 1957 nella categoria pesi medi; oro a Lucerna 1959 e Mosca 1963 nella categoria mediomassimi.
È stato undici volte campione nazionale polacco: nei Superwelter nel 1954, 1955 e 1956; nei Pesi Medi nel 1957; nei Mediomassimi nel 1959, 1960, 1961, 1962, 1963, 1964 e 1965.
È stato anche il primo vincitore del premio Aleksander Reksza nel 1986.

## Carriera politica
Nel periodo 1993-1997 è stato deputato al Sejm della Terza Repubblica di Polonia. È stato inoltre membro del Comitato Olimpico Polacco.